# Sălcioara (Ialomița)
Sălcioara é uma comuna romena localizada no distrito de Ialomiţa, na região de Muntênia. A comuna possui uma área de 50.02 km² e sua população era de 2399 habitantes segundo o censo de 2007.